# Middle name

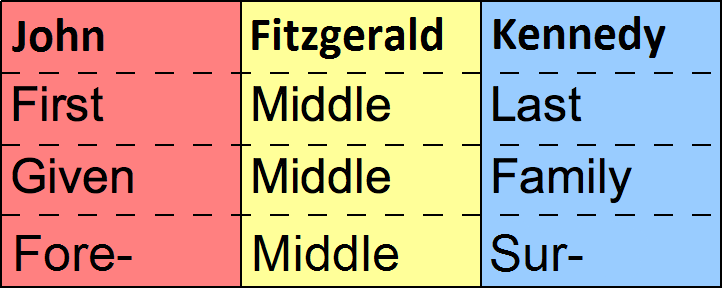
Ejemplo esquemático de Nombre-Segundo Nombre-Apellido

Middle name (del idioma inglés: nombre medio o nombre intermedio) es en algunas culturas, como en Gran Bretaña, un nombre que se inserta entre el first name o given name (primer nombre o nombre de pila) y los apellidos. Se usa principalmente en países de habla inglesa.
En algunos países de lengua española el equivalente sería el segundo nombre. En países de habla inglesa a veces se interpreta erróneamente el sistema ibérico de 2 apellidos como middle name + last name.